# Blauw (plaats)
Blauw is een buurtschap in de gemeente Westerkwartier, in de Nederlandse provincie Groningen. Het is gelegen ten westen van het dorp Zevenhuizen, aan de overkant van het Leekster Hoofddiep.
Het is feitelijk een zij(lus)weg van het gehucht Oostindië. De buurtschap wordt gevormd door enkele verspreid staande boerderijen aan de gelijknamige weg. Soms wordt het zuidelijk deeltje van Oostindië tot de buurtschap Blauw gerekend, maar niet het deel dat in de provincie Drenthe is gelegen.

## Naam
De herkomst van de naam is onzeker. Het zou kunnen zijn dat het genoemd is naar een familie met deze (achter)naam. Een andere verklaring is dat het is genoemd naar blauwgrasland dat veelvuldig in veengebieden voorkomt.